# Art of Illusion
Art of Illusion é um programa de computador de código aberto, para modelagem tridimensional, animação, texturização, composição e renderização, desenvolvido por Peter Eastman. O programa é distribuído sob a GNU GPL, versão 2.
O objetivo do Art of Illusion é fornecer poderosas ferramentas de modelagem 3D com uma interface de usuário melhor do que as encontradas em outros pacotes de software 3D. Apesar de sua interface ser simples, Art of Illusion contém muitos recursos encontrados nos software gráficos comerciais high-end. Alguns de seus recursos, como o uso de repositórios online e uma ferramenta de download integrada para instalação de extensões, não são encontrados em softwares proprietários similares. O programa foi escrito em Java e possui suporte a scripts BeanShell.